# Сінгел

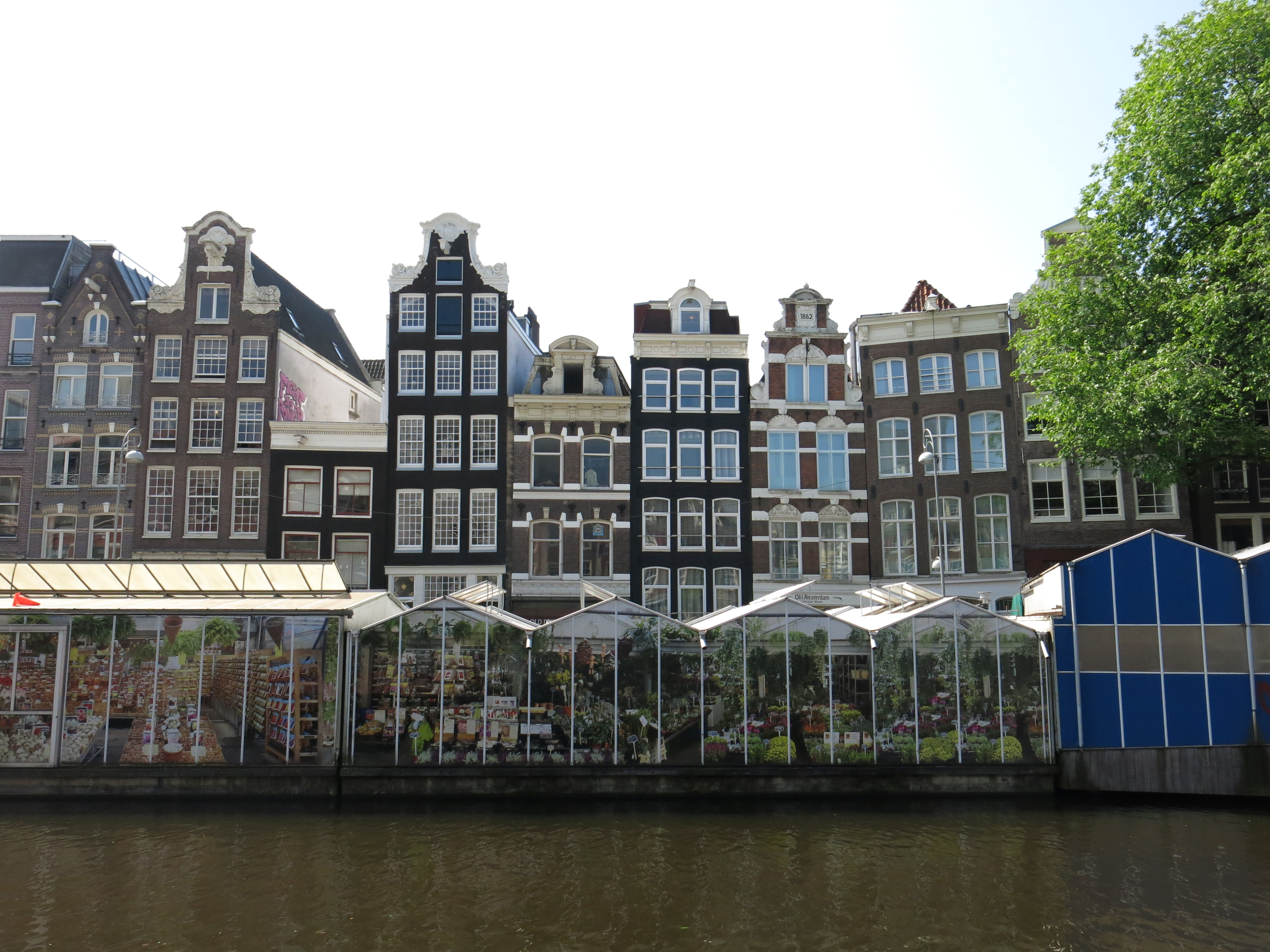
Кіоски Bloemenmarkt (квітковий ринок), що плавають у Сінгелі.

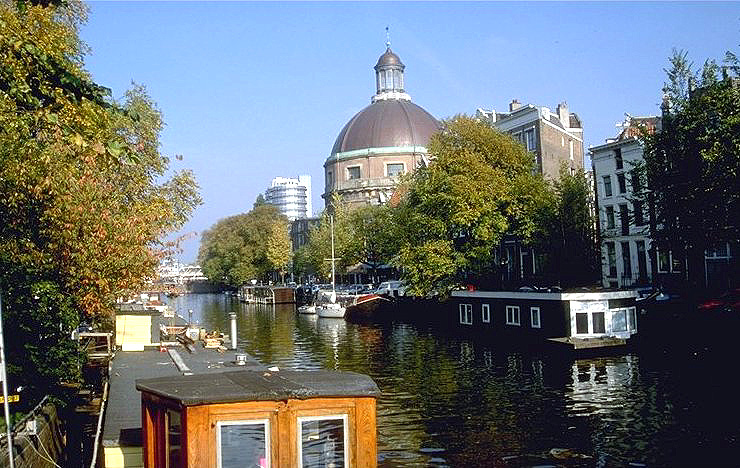
The Ronde Lutherse Kerk («Кругла лютеранська церква»).

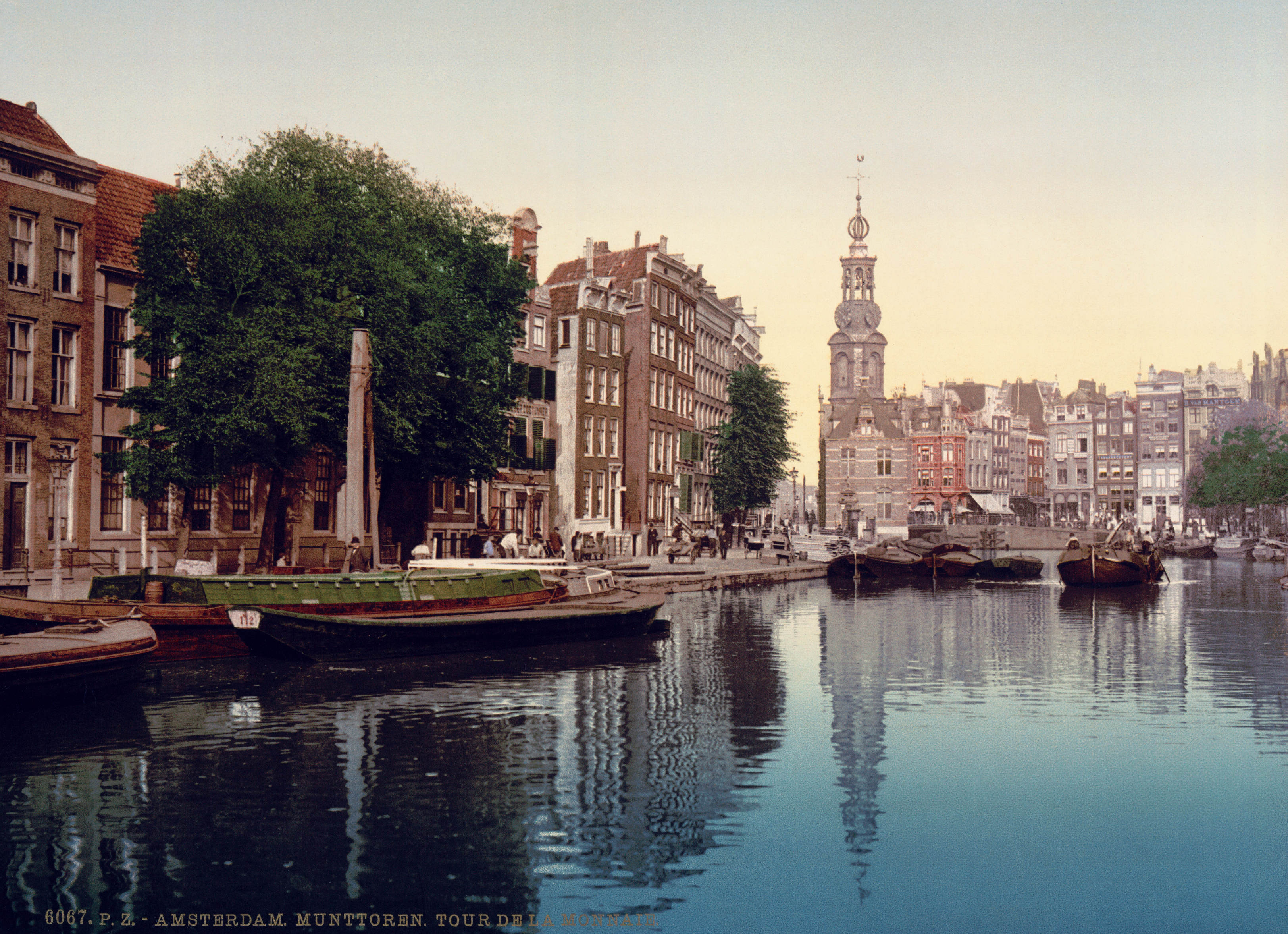
Мунтторен з Сінгеля, листівка 1900 року.

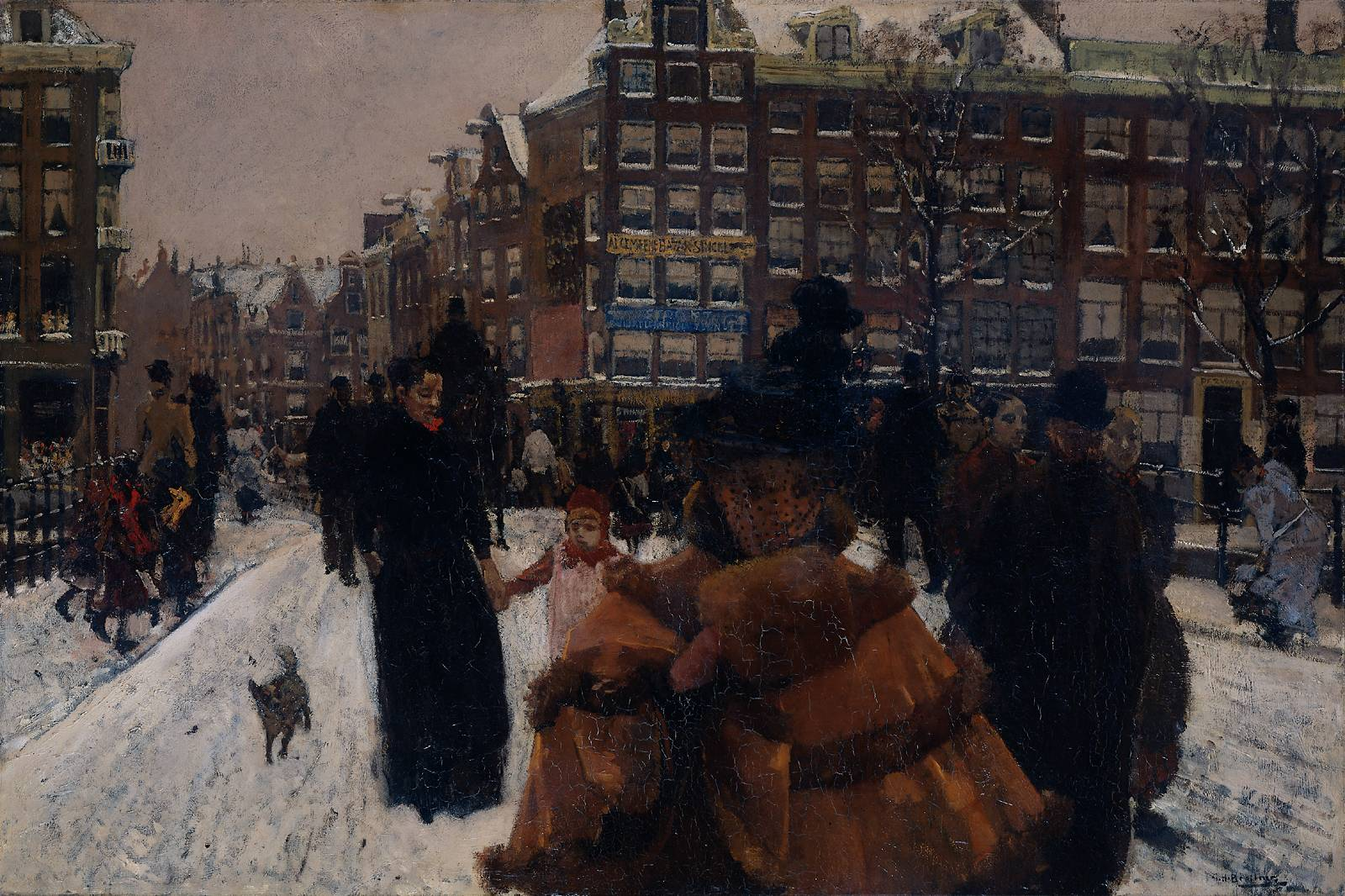
Міст Сінгел на Палесштрааті в Амстердамі, живопис Брейтнера, 1897 рік.

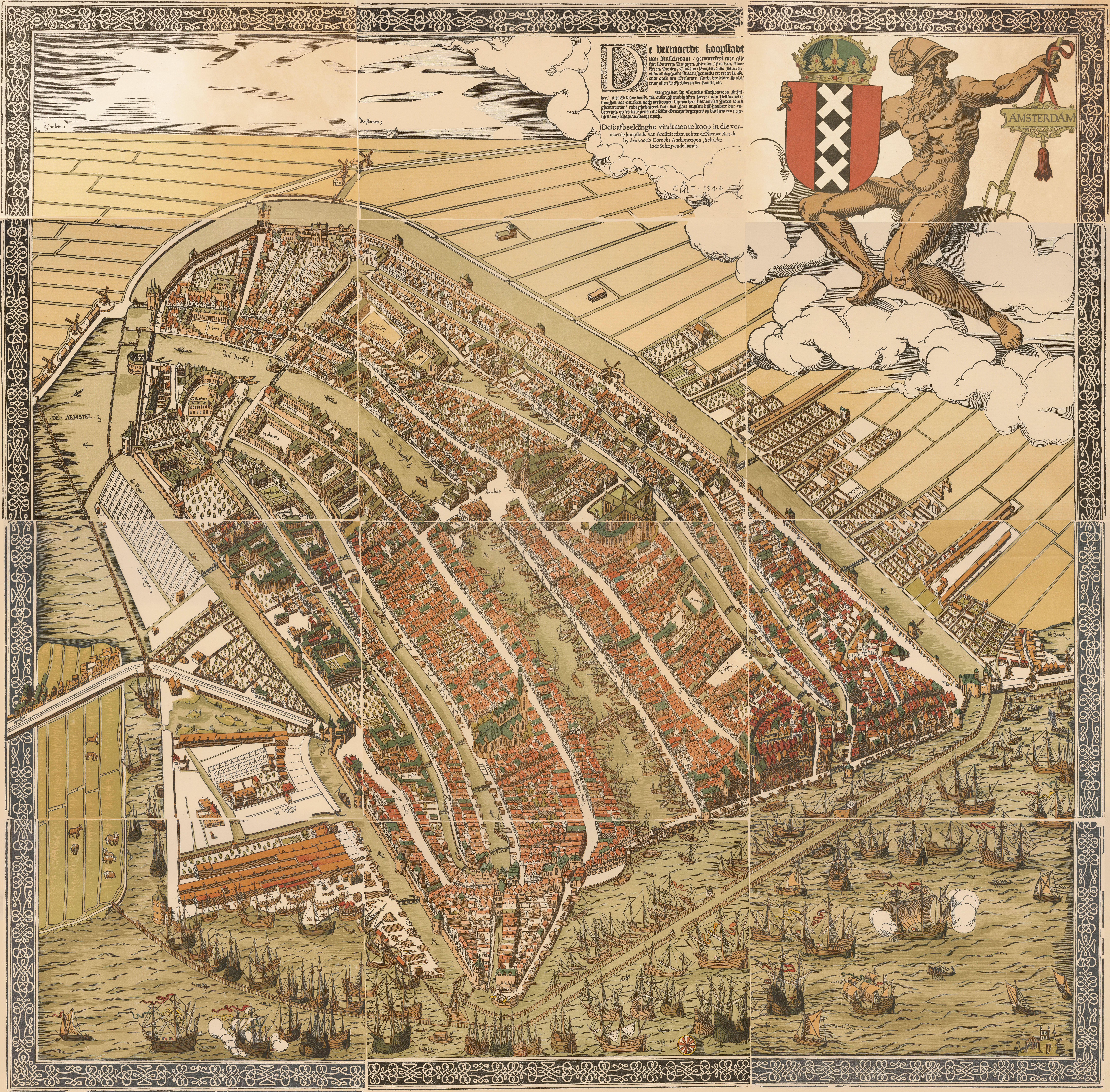
Вид на Амстердам з висоти пташиного польоту близько 1544 року, оточений Сінгелем (справа), ксилографія — Корнеліс Антоніш.

Сінгел (нід. Singel) — один з каналів Амстердама. Сінгел оточував Амстердам в середньовіччя, коли він був ровом навколо міста до 1585 року, коли Амстердам розширився за межі Сінгеля. Канал проходить від затоки Ей, недалеко від Центрального вокзалу, до площі Мантплейн, де він зливається з річкою Амстел. Зараз це самий внутрішній канал в напівкруглому кільці каналів Амстердама.
Канал не слід плутати з Сінгельграхтом, який став зовнішньою межею міста під час Голландської Золотої Доби в 17 столітті. Інші голландські міста також мають кільцеподібні канали на ім'я Сінгел. Назва пов'язана з голландським словом omsingelen, «оточувати», і, зрештою, походить від латинського cingulum, що означає «пояс».

## Місця вздовж Сінгеля
Знаменитий квітковий ринок Амстердама, Бломенмаркт, розташований уздовж Сінгеля між площами Конінгсплейн і Мюнтплейн. Кіоски на ринку — це човни, що плавають у каналі.
Частина Сінгела перетворилася на район червоних ліхтарів, де повії пропонують свої послуги у вікнах. Район, відомий як Singelgebied, розташований поблизу Lijnbaanssteeg та Oude Nieuwstraat. Yab Yum, був одним з найексклюзивніших будинків розпусти Амстердама, доки його місцеві органи влади не закрили в січні 2008 року, знаходився за адресою Singel 295.
На Сінгелі багато красивих, пишно оформлених будинків на каналах, побудованих за часів Золотого століття Голландії.Видатні будівлі вздовж каналу:
- Будинок, який, як кажуть, є найвужчим у світі — завширшки лише один метр (правда, це задня частина будинку; передня частина трохи ширша) за адресою: Singel 7.
- Де Долфійн, на Singel 140—142, монументальний будинок біля каналу, побудований бл. 1600, у якому колись жив Франс Баннінг Кокк, що є центральною фігурою на картині Рембрандта «Нічна варта» .
- Oude Lutherse Kerk («Стара лютеранська церква»), за адресою Singel 411, збудована в 1632—1633 роках.
- Ronde Lutherse Kerk («Кругла лютеранська церква»), також відома як Кепелькерк або Ньєве Лютерсе Керк, побудована в 1668—1671 роках.
- Бібліотека Амстердамського університету за адресою Singel 425.
- Торговий центр Kalvertoren, між площами Конінгсплейн і Мантплейн.
- Вежа Мунтторен, спочатку частина воріт у середньовічних міських стінах, на площі Мантплейн, де Сінгел зустрічається з річкою Амстел.

Вежа Харінгпаккерсторен була частиною середньовічного оборонного міста Амстердама. Вежа стояла на початку Сінгеля, біля Ей. Її знесли в 1829 році. Наразі муніципальний уряд розглядає план відбудови вежі та сусідніх будинків. Однак цей план залишається дуже суперечливим; опоненти вважають це поганим смаком і марною тратою грошей.
Торенслуйс, побудований в 1648 році, є арочним і широким мостом через Сінгел. Зараз Торенслуйс, вкритий затишними кафе-терасами та бюстом голландського письменника Мультатулі, є найстарішим мостом в Амстердамі, що залишився, а також найширшим мостом в Амстердамі (42 метри). Вежа Ян Роодепоортсторен стояла на одному кінці мосту, але була зруйнована в 1829 році. Однак фундаменти вежі залишаються частиною мосту. Досі видно вхід і загратовані вікна підземелля вежі. Міст, також відомий як Бруг 9, перетинає Сінгел поблизу площі Дам, на вулиці Уд Лелієстраат.

## Інші імена
До 15 століття Сінгел був відомий як Штедеграхт («Міський канал»). У 17 столітті канал деякий час був відомий як Конінгсграхт («Королівський канал») на честь короля Франції Генріха IV, який був важливим союзником Нідерландської Республіки на початку 17 століття. Частина каналу, що простягається від площі Спуй до Lijnbaanssteeg / Blauwburgwal, була також відома свого часу як Londense Kaai або Engelse Kaai, тому що багато вітрильних суден між Амстердамом і Лондоном пришвартованої там.